# Еррера-де-Вальдеканьяс
Еррера-де-Вальдеканьяс (ісп. Herrera de Valdecañas) — муніципалітет в Іспанії, у складі автономної спільноти Кастилія-і-Леон, у провінції Паленсія. Населення — 154 особи (2010).
Муніципалітет розташований на відстані близько 190 км на північ від Мадрида, 27 км на схід від Паленсії.

## Демографія
Динаміка населення (INE ):